# Hainsalat
Der Hainsalat oder Hainlattich (Aposeris foetida), auch Stinksalat, Stinkender Hainsalat oder Stink-Lattich genannt, ist die einzige Pflanzenart der monotypischen Gattung Aposeris innerhalb der Familie der Korbblütler (Asteraceae).

## Beschreibung

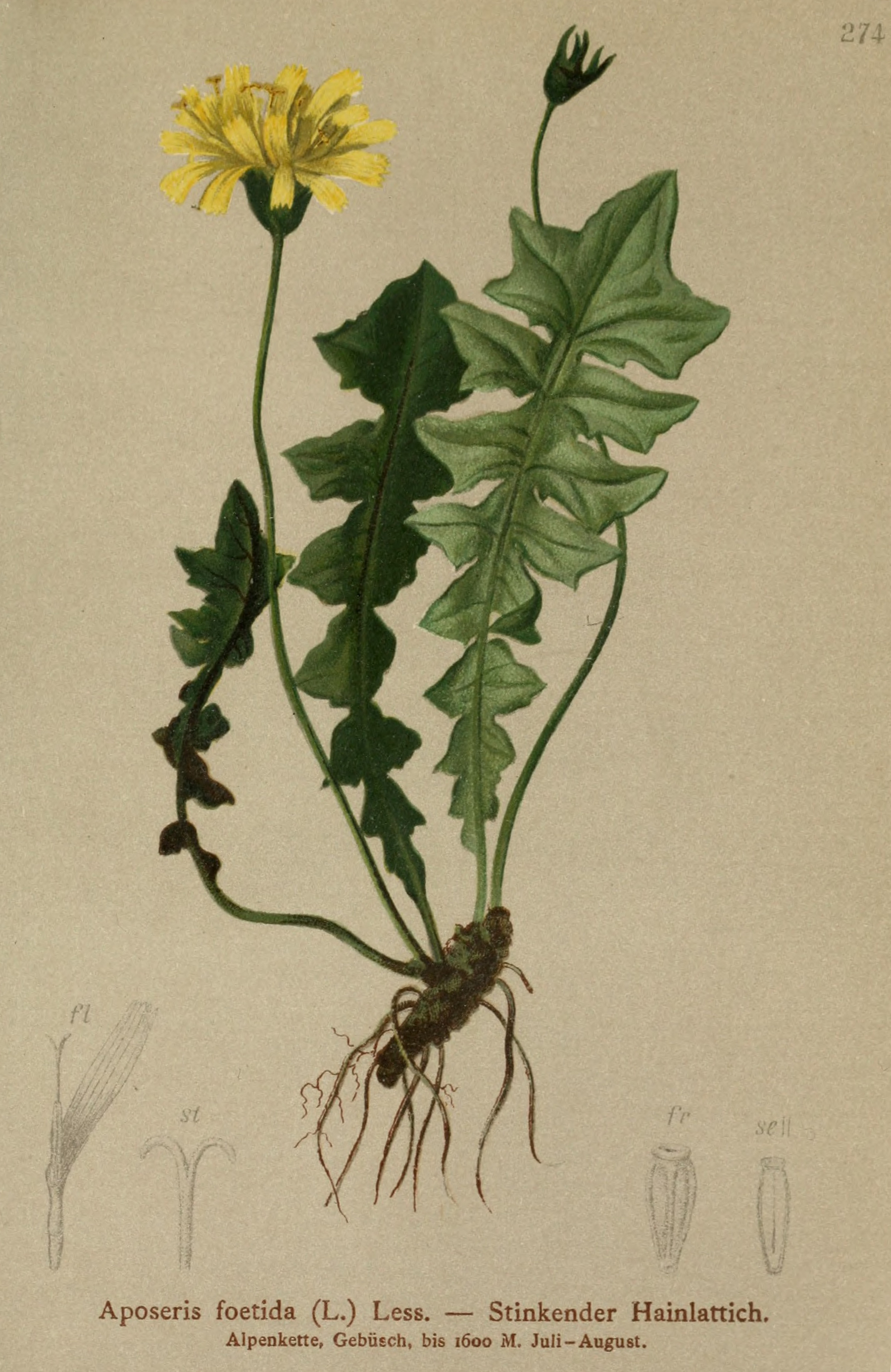
Illustration aus Atlas der Alpenflora

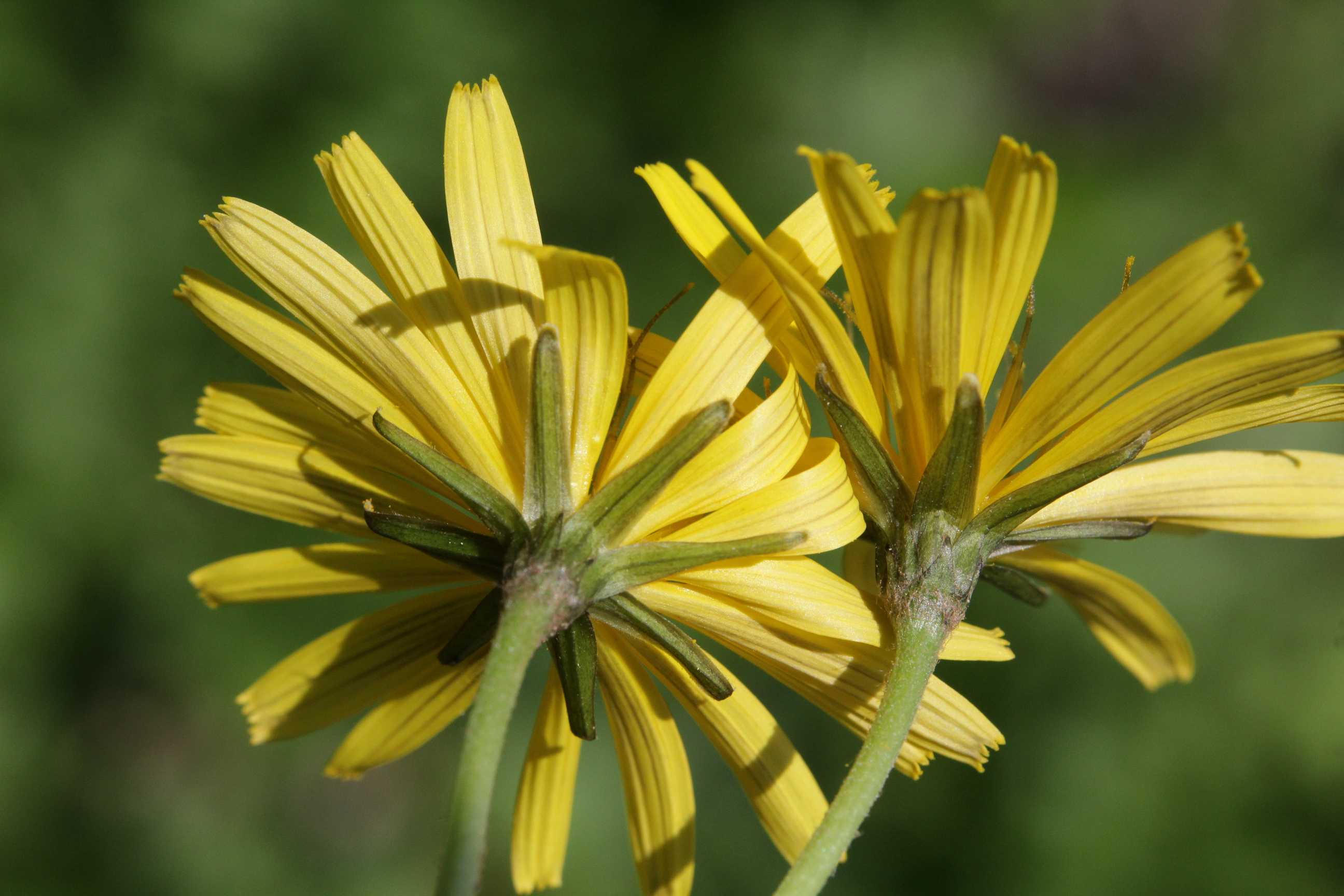
Blütenkörbe von unten, gut zu erkennen sind die Hüllblätter zu die Zungen der Zungenblüten

### Vegetative Merkmale
Beim Hainsalat handelt es sich um eine ausdauernde krautige Pflanze, die ein wenig an den Löwenzahn erinnert. Alle Pflanzenteile enthalten einen stinkenden, weißen Milchsaft, der ihr ihren Namen gegeben hat.
Die Laubblätter bilden eine grundständige Rosette. Die Blattspreite ist bei einer Länge von etwa 10 Zentimetern tief-fiederteilig, wobei die Blattabschnitte trapez- bis rautenförmig und fast gleich groß sind. Lediglich die Endfieder ist dreieckig bis dreilappig. An dieser charakteristischen Form der Blattabschnitte kann man sie von den meisten Löwenzahnarten, die schrotsägeförmig gesägte Blätter haben, unterscheiden.

### Generative Merkmale
Die Blütezeit reicht von Juni bis August. Auf 10 bis 20, selten bis zu 25 Zentimetern hohen, blattlosen Blütenkorbschäften stehen die körbchenförmigen Blütenstände einzeln. Die aufgeblühten Blütenkörbchen weisen einen Durchmesser von 2,5 bis 4 Zentimetern auf. Die Hüllblätter sind grünlich-schwärzlich und oft mehlig bestäubt. Im Blütenkörbchen befinden sich nur leuchtend gelbe Zungenblüten. Die Zunge hat fünf Kronzipfel, woran man gut erkennen kann, dass die Kronröhre aus fünf Kronblättern gebildet wird.
Den 4 bis 5 Millimeter langen, undeutlich fünfkantigen Achänen fehlt ein Pappus; am oberen Ende tragen sie einen vorstehenden scharfen Wulst.
Die Chromosomenzahl beträgt 2n = 16.

## Vorkommen
Das Verbreitungsgebiet des Hainsalats reicht von Spanien und Frankreich über die Alpen und die Balkanhalbinsel bis nach Belarus und zu den Karpaten. Es gibt Fundortangaben für die Länder Spanien, Frankreich, Italien, Schweiz, Deutschland, Österreich, Liechtenstein, Tschechien, Polen, Kroatien, Serbien, Slowenien, Slowakei, Bosnien und Herzegowina, Rumänien, Ukraine und Belarus.
Hainsalat wächst vor allem in den Wäldern der Alpen und des Alpenvorlands. Der Hainsalat kommt in Mitteleuropa in nicht zu trockenen Bergmischwäldern in den Alpen vor. Dort ist er weit verbreitet und häufig. Auch in den Voralpen gibt es zerstreute Vorkommen. Er gedeiht auf mäßig frischen, nährstoff- und basenreichen, meist kalkhaltigen, lockeren Lehm- und Tonböden. Er kommt meist in Pflanzengesellschaften der Verbände Fagion oder Carpinion vor, seltener in denen der Ordnung Origanetalia.
In den Allgäuer Alpen steigt er am Gipfel des Nebelhorns in Bayern in Höhenlagen bis zu 2200 Meter auf; auch im Rätikon steigt er an der Schesaplana bis zu 2200 Meter auf.
Die ökologischen Zeigerwerte nach Landolt et al. 2010 sind in der Schweiz: Feuchtezahl F = 3+ (feucht), Lichtzahl L = 3 (halbschattig), Reaktionszahl R = 4 (neutral bis basisch), Temperaturzahl T = 2+ (unter-subalpin und ober-montan), Nährstoffzahl N = 3 (mäßig nährstoffarm bis mäßig nährstoffreich), Kontinentalitätszahl K = 2 (subozeanisch).

## Ökologie
Der Hainsalat ist ein Mullbodenwurzler und eine Schatten- bis Halbschattenpflanze.
Die Bestäubung erfolgt durch Insekten. Seine Fruchtstände wenden sich dem Boden zu und werden teilweise durch Ameisen ausgebreitet.
Der Hainsalat ist Wirtspflanze für Aecidium compositarum, Protomyces kreuthensis und Trioza dispar.

## Systematik
Die Erstveröffentlichung erfolgte 1753 unter dem Namen (Basionym) Hyoseris foetida durch Carl von Linné in Species Plantarum, Tomus II, S. 808. Das Artepitheton foetida bedeutet „stinkend“. Die Neukombination zu Aposeris foetida (L.) Less. wurde 1832 durch Christian Friedrich Lessing in Synopsis generum Compositarum earumque dispositionis novae tentamen monographiis multarum capensium interjectis... S. 128 veröffentlicht. Aposeris foetida (L.) Less. ist die einzige Art der Gattung Aposeris. Die Gattung Aposeris wurde 1827 durch Noël Martin Joseph de Necker in Alexandre Henri Gabriel de Cassini: Dictionnaire des Sciences Naturelles, 2. Auflage, Band 48, S. 427 aufgestellt.
Die Gattung Aposeris Neck. ex Cass. gehört zur Subtribus Hyoseridinae aus der Tribus Cichorieae in der Unterfamilie Cichorioideae innerhalb der Familie der Asteraceae.